# Carlos P. Garcia
Artykuł ten został zgłoszony do umieszczenia na stronie głównej w rubryce „Czy wiesz”.
Pomóż nam go sprawdzić: oceń zgłoszoną nominację.
Carlos Polistico Garcia (ur. 4 listopada 1896, zm. 14 czerwca 1971) - filipiński polityk, poeta i prawnik.

## Życiorys
Urodził się 4 listopada 1896 w Talibon w prowincji Bohol. Był synem Policronia Garcia oraz Ambrosii Polistico. Odznaczał się dużą inteligencją, z tego też powodu wysłany został na Cebu, by tam uczęszczał do szkoły średniej. Studiował na Silliman University w Dumaguete oraz na stołecznej Philippine Law School. Był jednocześnie bardzo zdolnym poetą tworzącym w swym ojczystym dialekcie języka cebuańskiego. Określano go mianem barda z Boholu. Początkowo był nauczycielem w szkole średniej w Boholu, później zaangażował się w działalność polityczną. W 1925 został wybrany do Izby Reprezentantów jako deputowany z trzeciego okręgu z Boholu. Zasiadał w niej do 1931. Był także delegatem Konwencji Konstytucyjnej, która stała za ustawą zasadniczą z 1935. Od 1934 do 1941 był gubernatorem rodzinnej prowincji. W 1941 wszedł w skład Senatu. W izbie wyższej zasiadał do 1953, z tym że wykonywanie mandatu zostało zakłócone w części przez japońską okupację Filipin. Garcia zresztą sam włączył się w działania partyzantki antyjapońskiej.
W 1953 z powodzeniem wystartował w wyborach prezydenckich, jako kandydat na wiceprezydenta u boku Ramona Magsaysaya. Po objęciu urzędu zastępcy głowy państwa otrzymał też funkcję ministra spraw zagranicznych. Resortem dyplomacji kierował aż do 1957. Prezydentem został niespodziewanie, na skutek śmierci Magsaysaya w katastrofie lotniczej w marcu 1957. W tym samym roku został już samodzielnie wybrany na prezydenta. Nie cieszył się przy tym popularnością przeciwnika. Krytykowany był szeroko za korupcję, nazbyt częste podróże zagraniczne oraz nader chętne wykorzystywanie kosztownych środków transportu, takich jak samoloty czy luksusowe jachty. Jego administracja posługiwała się przy tym nacjonalistyczną retoryką, a jednocześnie wdrażała program oszczędnościowy. Wszystkie wspomniane kwestie walnie przyczyniły się do porażki Garcii w wyborach z 1961. Nie oznaczała ona przy tym końca jego kariery politycznej. W 1971 został bowiem delegatem Konwencji Konstytucyjnej z Boholu. Wybrano go jej przewodniczącym. Zmarł krótko później, 14 czerwca 1971.

## Życie prywatne
Poślubił Leonilę Dimatagę. Para doczekała się jednej córki.